# Diamanten-Modell

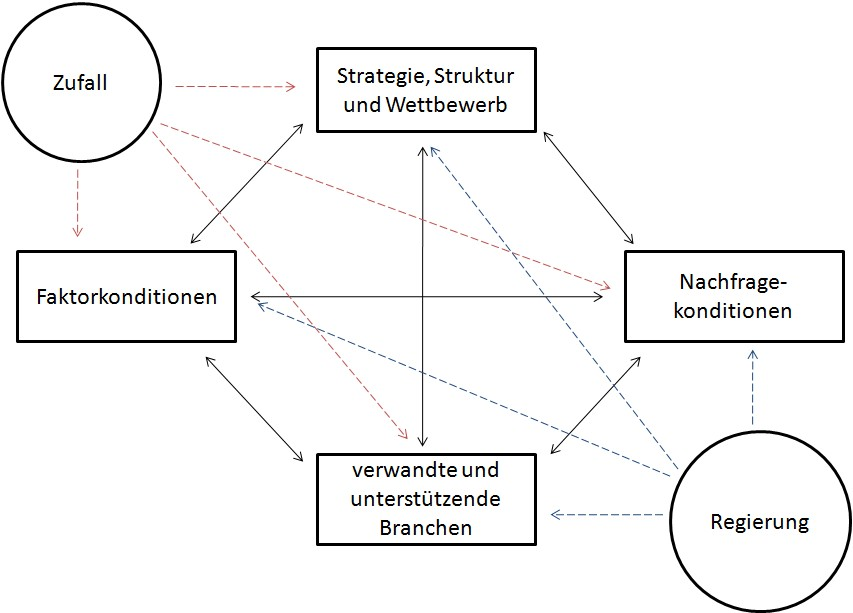
Porters Diamanten-Modell

Das Diamanten-Modell (auch englisch Porter's Diamond oder Nationale Wettbewerbsvorteile genannt) ist eine von dem Wirtschaftswissenschaftler Michael Porter im Jahre 1993 entwickelte These zur Bewertung der Wettbewerbsfähigkeit von Staaten in Bezug auf einzelne Branchen.

## Grundlagen
Porter beschreibt mit seinem Modell, wie ein Unternehmen wettbewerbsfähig wird und nach seiner Aussage auch bleibt. "Wettbewerbsfähig" ist ein Unternehmen, wenn es einen größeren Gewinn erwirtschaftet als direkte Konkurrenten oder wenn es größere Gewinnchancen zu realisieren imstande ist. Weitere Unternehmensziele werden nicht berücksichtigt. Die Faktoren stellen ein sich wechselseitig beeinflussendes System von fördernden (im Umkehrschluss auch hemmenden) Faktoren dar, die teilweise vom Unternehmen selbst, teilweise aus der Umwelt heraus beeinflusst werden. Damit liegt das Modell im Grenzbereich zwischen der Volkswirtschaftslehre (als Leitlinie für Strukturpolitik) und der Betriebswirtschaftslehre (als Standortanalyse).

### Determinanten des Diamanten-Modells
Nach Porters Ansicht bestimmen die folgenden Faktoren die Wettbewerbsfähigkeit eines Unternehmens gegenüber ausländischen Konkurrenten:
- Faktorausstattung: es handelt sich hierbei um die Verfügbarkeit von Produktionsfaktoren.
  - Humanvermögen: Faktoren, welche die Arbeitskräfte beeinflussen. Besonders die Anzahl, Ausbildung und Personalkosten für Facharbeiter spielen eine Rolle. Weniger von Bedeutung sind Hilfsarbeiter, da sich eine Nation darin kaum von anderen unterscheiden kann.
  - Materielle Ressourcen: Verfügbarkeit und Preis von Rohstoffen, Energie und Boden.
  - Wissensressourcen: Know-how, das in Fachkräften und Institutionen vorhanden ist.
  - Kapitalressourcen: Verfügbarkeit und Kosten zur Bereitstellung von Kapital.
  - Infrastruktur: Umfang und Kosten von Transport- und Kommunikationswegen.
- inländische Nachfragebedingungen: anspruchsvolle Kunden zwingen die Industrie innovativ und qualitativ hochwertig zu sein.
- verwandte und unterstützende Branchen: räumliche Distanz vor- und nachgelagerter Industrien, Kommunikation fördert Ideen und Innovation.
- Unternehmensstrategie, Struktur und Wettbewerb: direkte Konkurrenz fördert Innovation und Produktivität.

Die genannten Faktoren stehen in Wechselwirkung miteinander. Es gibt zwei weitere Determinanten, die auf das System Einfluss nehmen können, mit diesen aber kaum eine Wechselwirkung haben:
- Zufall: nicht beeinflussbare Faktoren,
- Staat: Förderung von Innovation und Konkurrenz, Schutz der Branchen, Anregung der Nachfrage.

### Clusterbildung
In Clustern existiert ein starker Wettbewerbsdruck, und es siedeln sich verwandte und unterstützende Branchen an. In der Regel entstehen Cluster auch an Orten mit guten Faktorkonditionen und einer entsprechenden Nachfrage. Cluster haben eine Erhöhung der Produktivität, Förderung der Innovation und die Stimulation neuer Geschäfte zur Folge. Unternehmen, die sich in einem solchen Cluster befinden, sind aufgrund dieser aus dem Diamanten-Modell herauslesbarer Vorteile besonders gut für den internationalen Wettbewerb gerüstet. Beispiele für solche Cluster sind die Uhrenfertigung in der Schweiz oder die Filmindustrie in Hollywood.

## Kritik
Porters Modell der Entstehung von Wettbewerbsvorteilen ist in der Fachwelt nicht ohne Kritik geblieben. Insbesondere Kenichi Ohmae, ehemaliger Leiter der McKinsey-Niederlassung in Tokio, kritisiert die Ausschließlichkeit von Porters Kriterien. Nach dieser Auffassung sind Porters Kriterien für Unternehmen zwar notwendig, um auf die internationale Bühne zu wechseln, andererseits sind sie aber nicht hinreichend, wenn ein Unternehmen einmal international aktiv ist. Es sind weitere Faktoren notwendig, um auf dieser Ebene existieren zu können. In der Tat führt Ohmae dies weiter zu einem Konzept des "staatenlosen" Unternehmens, dessen Ressourcen nicht mehr auf der ursprünglichen Heimat beruhen. Porters Kriterien würden in diesem Umfeld zwar nicht sinnlos, aber für ein wahrhaft international agierendes Unternehmen nebensächlich, da die Ressourcen irgendwo zentral oder dezentral so positioniert werden könnte, dass das Unternehmen jeweils die konkurrenzfähigste Konfiguration besäße. Aus einer Innenbetrachtung von Unternehmen resultierend vertreten auch Christopher Bartlett und Sumantra Ghoshal eine ähnliche Auffassung in ihrem Konzept des transnationalen Unternehmens.
Ohmaes Ausführungen sind theoretisch sehr einleuchtend. Allerdings gibt es empirisch keine Belege, da auch die größten Unternehmen noch kaum Schritte zur "Staatenlosigkeit" unternommen haben. Selbst wenig staatengebundene Unternehmen wie das schwedisch-schweizerische ABB, die US-amerikanische IBM, Japans Sony und andere haben noch immer starke Wurzeln in den Hauptmärkten. So bleibt die Kritik mangels empirischen Belegen schwach.